# Hubert Gabriella
Hubert Gabriella (Pápa, 1956. február 13. –) magyar irodalom- és könyvtörténész.

## Életpályája
1974-ben érettségizett a pápai Türr István Gimnáziumban. Ezután a szegedi József Attila Tudományegyetemen szerzett magyar-orosz szakos diplomát (1980-ban), valamint régi magyar irodalomból és irodalomelméletből speciális képzésben részesült. 1994-ben könyvtörténész, könyvmuzeológus szakon végzett az ELTE bölcsészettudományi karán. Egyetemi doktori fokozatát 1983-ban a 16. századi népének, PhD fokozatát 2002-ben a 16–17. századi gyülekezeti ének kutatásával szerezte.
1989-től az Evangélikus Országos Könyvtár tudományos munkatársa. 2006–2012 között a Magyarországi Evangélikus Egyház Gyűjteményi Tanácsának elnöke, 2014–2016 között az Egyházi Könyvtárak Egyesülésének elnöke, 2017-től 2022-es nyugdíjazásáig az Evangélikus Országos Gyűjtemény igazgatója. Munkásságáért 2000-ben Sólyom Jenő-díjjal, 2017-ben Károli Gáspár-díjjal 2022-ben Szinnyei József-díjjal tüntették ki.
Fő kutatási területe a protestáns régi magyar irodalom története, műfajtörténete, különösen a 16–18. századi magyar gyülekezeti énekek története, valamint a könyv- és könyvtártörténet.
A kezdetektől munkatársa, majd szerkesztője „A régi magyar vers repertóriuma” (RPHA, Répertoire de la poésie hongroise ancienne) nevű adatbázisnak. A reformáció 2017-es jubileumi évére készülve elindította és 2022-ig szerkesztette a Magyar Evangélikus Digitális Tárat és a Magyar Evangélikus Bibliográfiát. Nagy szerepe volt abban, hogy Esterházy Péter és Gitta Könyvtár megtalálta a helyét az Evangélikus Országos Gyűjteményben. Gondozta az EOGY–Evangélikus Országos Könyvtár különgyűjteményeit, a Podmaniczky-Degenfeld Könyvtárat, valamint a Régi és Ritka Könyvek gyűjteményét. Az Evangélikus Hittudományi Egyetem doktori iskolájának senior tagja.

## Családja
Férje Horváth Iván irodalomtörténész volt. Gyermekei: Lili (1982) filmrendező és Andor Márton (1985) DLA, digitális bölcsész, mozgókép-hangmester.

## Válogatott publikációk
- Imádságos köszöntés = Béla Bálint; Latzkovits Miklós (et al.) szerk.: Balázs 75 : Tanulmányok Balázs Mihály 75. születésnapjára, Bp., Reciti Kiadó, 2024, 257-267.
- Integráció és szinergia egyházi közgyűjteményben = Könyvtári Figyelő, 32(2022), 576–582.
- Éneklés a magyarországi reformáció első két századában = Kiss Erika et al. (szerk.): Ige-Idők, Bp., Magyar Nemzeti Múzeum, 2019, 175–183.
- Az keresztyéni gyülekezetben való isteni dicséretek (Bártfa, 1593), facsimile-kiadás kísérő tanulmánya, Bp., Balassi–OSZK–MTA BTK Irodalomtudományi Intézet, 2019, 68 p.
- Ungarischsprachige lutherische Gesangbücher der Frühen Neuzeit = Márta Fata, Anton Schindling (hrsg.): Luther und die Evangelisch-Lutherischen in Ungarn und Siebenbürgen, Tübingen, Aschendorff Verlag, 2017, 645–668.
- H. Hubert Gabriella, Ecsedi Zsuzsa, Vadai István: Evangélikus és református gyülekezeti énekek (1601–1700), kritikai kiadás, Bp., Balassi, 1022 p.
- A régi magyar gyülekezeti ének, Bp., Universitas, 2004, 542 p.
- A sajókazai Radvánszky-könyvtár története, Szeged, 1998, JATEPress Kiadó, 137 p.
- (Másokkal együtt:) Répertoire de la poésie hongroise ancienne: Manuel de correction d'erreurs dans la base de données I-II., Paris, Éditions du Nouvel Objet, 1992, 806 p.
- HUSZÁR Gál, A keresztyéni gyülekezetben való isteni dicséretek és imádságok, Komjáti 1574, I-III, facsimile-kiadás kísérő tanulmánya, Bp., MTA ITI, 1986, 1003–1052.
- Egy morális antropológia 1614-ből: Foktövi János kéziratos prédikáció-gyűjteménye, Irodalomtörténeti Közlemények, XC (1986), 209–221.

A további publikációk jegyzéke a Magyar Tudományos Művek Tárában található.